# Мирчо Арсов
Мирчо Арсов Петков е български революционер, деец на Вътрешната македоно-одринска революционна организация.

## Биография
Мирчо Арсов е роден в светиниколското село Тръстеник, тогава в Османската империя, днес в Северна Македония.. Привлечен е във ВМОРО. Става куриер на четата на Питу Гули. След това минава в четата на Милан Гюрлуков, с която действа до Младотурската революция от 1908 година.Изселва се в Свободна България и се установява в Кюстендил.
След като родният му край попада в Сърбия след Междусъюзническата война в 1913 година Арсов участва във въоръжената съпротива срещу новата власт. В 1915 година действа с чета в източната част на Вардарска Македония.
Умира след 1950 година.